# Farbnachstellung
In der Farbnachstellung wird ein gewünschtes Farbmuster mit einem gegebenen Farbmittelsatz möglichst genau reproduziert.

## Grundlagen
Farbnachstellung bedeutet, eine Farbe als Farbort in einem Farbsystem zu bestimmen und im Gamut (dem machbaren Farbraum) darzustellen: Diesen Vorgang bezeichnet man als Innere Farbmischung. Folgende Beispiele sollen den Sachverhalt illustrieren:
- Farbrezeptierung: Der Textilproduzent erhält die auf Papier gezeichnete Vorlage des Designers und die Produktion soll (innerhalb vereinbarter Farbtoleranzen) den modischen Farbton erfärben, indem die verfügbaren (wirtschaftlich vertretbaren) Farbstoffe eingesetzt werden.
- Bildverarbeitung: Das bereitgestellte Foto soll im gedruckten Werbekatalog die gleiche Farbbrillanz besitzen, Colormanagement.
- Reproduktion: Die gescannte und am Computer bearbeitete Vorlage soll farbgerecht in der Illustrierten wieder erscheinen.

Grundlage für Farbnachstellungen ist die Tatsache, dass (je nach anstehender Aufgabe) im emittierten oder im remittierten Licht ein sichtbarer Anteil vorhanden ist. Diese elektromagnetische Strahlung im Bereich von 380 nm bis 780 nm fällt in den Zapfen des Auges auf Rezeptoren, die die einfallende Energie in Nervenimpulse umsetzen. Entsprechend den drei Zapfentypen ergibt sich ein Farbreiz am Sehnerv, der sich in einem dreidimensionalen Messraum abbilden lässt (genaueres hierzu siehe Farbraum). Für das menschliche Individuum entsteht die optische Wahrnehmung Farbe. Der neuronale Trick: aus einer Intensitätsverteilung über die sichtbaren Wellenlängen wird eine Summierung über die Empfindlichkeitskurven der R-, G- und B-Zapfen zu einem Reiz, zu einem Farbreiz, zu einer Farbwahrnehmung gewandelt. Dieser visuelle Vorgang wird bei der Farbnachstellung genutzt.

## Ausführung
Mit einem Spektral-, einem Dreibereichsgerät oder schlicht mit dem Auge wird der Farbreiz der Vorlage ermittelt und mit passenden Farbmitteln für die gewünschten Substrate (Materialien wie Textilien, Druckfarbe, Papier, Lacken, Monitorleuchtstoffe) oder Lichtfarben in einer ersten Versuchsprobe umgesetzt. Diese Probe soll beim Ausmessen mit gleichen Geräten eine hinreichend genaue Reproduktion der Vorlage ergeben.
Heute werden üblicherweise Spektralgeräte benutzt, die aus dem Spektrum der Mustervorlage 16 oder 31 Stützstellen ermitteln und diese werden nach den Normvalenzen und einer vereinbarten Lichtart in die drei Koordinaten {X,Y,Z} umgerechnet. Jeder andere Farbraum ist ebenfalls geeignet. CIELAB hat (gegenwärtig) den Vorteil, dass Abweichungen im euklidischen Abstand nahezu dem visuellen Empfinden entsprechen.
Anders gesagt: Um ein Farbmuster (Körperfarbe) nachzustellen, wird es zunächst farbmetrisch vermessen. Für praktische Zwecke reichen 31 Stützstellen im sichtbaren Spektrum (400 nm bis 700 nm), entsprechend den CIE-Tabellen für Normspektralfarbwerte. Richtungsabhängige Effekte, wie der Glanz, werden durch die Messanordnung eliminiert, der Grauwert ist dabei Teil dieser farbmetrischen Messung.
Das Originalspektrum, als Emissionsspektrum oder Remissionsspektrum, soll nun so nachgestellt werden, dass von der Reproduktion der gleiche Sinneseindruck entsteht, dass die Farbvalenzen gleich sind. Aus einem vorhandenen Satz von Farbmitteln werden die Anteile (Konzentrationen der Stoffe, Intensitäten der Lichter) so bestimmt, dass der gleiche Farbreiz wie vom Originalspektrum auf den Sehsinn trifft. Die Schwierigkeit besteht einerseits darin, dass dieser Satz an Farbmitteln durch den Einsatzzweck beschränkt wird. Andererseits sind dadurch nicht originale Farbmittel möglich und es muss zusätzlich für Körperfarben die Beleuchtung definiert sein, meist eine Normlichtart.

## Grenzen der Reproduktion von Farben
So ist die  Nachstellung nur für reine subtraktive Farbmischung sowie autotypische Farbsynthese eindeutig möglich. Durch die meist begrenzte Palette technischer Möglichkeiten ist üblicherweise nur eine metamere Nachstellung zu erreichen.
Bei additiver Farbmischung (Computermonitor, Fernseher) sind Strahler mit ihrem jeweiligen Frequenzspektrum Ursache für den Farbeindruck, die Intensitäten der Einzelelemente werden überlagert und verursachen einen bestimmten Farbreiz. Auch dabei ist das technisch Machbare durch die Palette vorhandener Materialien begrenzt. Für Monitore ist das technisch Machbare durch Leuchtstoffe begrenzt, die einerseits wirtschaftlich zu produzieren sind, andererseits eine ausreichende Lebensdauer haben.
Da für Farbe immer das Auge, damit der Mensch notwendig ist, ist auch die Zielstellung für Nachstellungen definiert. Prinzipiell kann der Colorist allein durch visuellen Vergleich, also per Auge, die Nachstellung ausführen. Er erstellt eine Reihe von Proben, die sich idealerweise zunehmend stärker an den Originalfarbton annähern. Individuelle Unterschiede in der Wahrnehmung des Farbreizes unterschiedlicher Probanden treten allerdings in den Vordergrund. Was im CIE-Farbraum als mittlerer Normalbeobachter definiert ist, ist im visuellen Abgleich durch den jeweiligen Einzelbeobachter ersetzt. Differenzen zwischen dem trainierten Coloristenauge und der Wahrnehmung des unternehmenden Auftraggebers sind nicht auszuschließen. Einschränkend ist anzumerken, dass der CIE-Versuch auf 17 Versuchspersonen beruhte. Eine Nachstellung oder gar eine maschinelle Farbrezeptierung ist mit farbmetrischer Unterstützung leichter auszuführen. Die Farbmetrik ist durch die bessere Rechentechnik schneller geworden, die Theorie der Farbräume ist aber noch nicht abgeschlossen.

## Abgrenzung
Es bleibt hinzuzufügen, dass hier nur Nachstellung der Farbe angestrebt und beschrieben ist, die beim Begriff Farbe nach DIN 5033 ausgelassenen virtuellen Einflüsse (Glanz, Umgebungsfarbe) können gleichfalls von Einfluss sein. Eine am PC-Bildschirm erarbeitete Designvorlage hat eine andere Struktur als das T-Shirt, auf dem der Entwurf gedruckt werden soll. Möglicherweise wurde aus dem PC auf Papier gedruckt um dem Verkäufer im Printshop zu zeigen wie er das strahlende, mediterrane Orange des Logos vom Shirt-Drucker einstellen soll.
Solange für die angestrebte Nachstellung einer Farbe nicht die identischen Farbmittel, die identischen Substrate und die identischen Licht- und Umgebungsbedingungen bestehen, kommt es zu Komplikationen. Eine Schwierigkeit ergibt sich daraus, dass die visuelle Realität der an 31 Stützstellen gemessenen Intensitäten, die im Auge mittels dreier Empfindlichkeitskurven aufgenommen wurden, nicht durch Angleichen an jeder dieser 31 Stützstellen angepasst werden kann. Vielmehr stehen für die Farbnachstellung nur reelle Färbemittel bereit, deren Angleichung an einer dieser 31 Stützstellen auch Einfluss auf die anderen Intensitäten nimmt.

## Innere und äußere Farbmischung

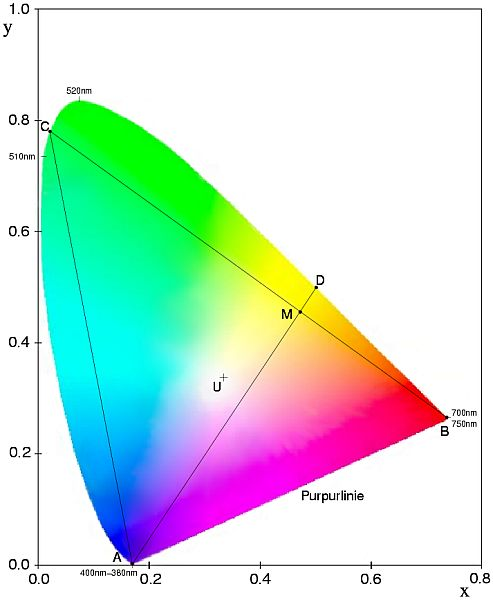
Farbe D aus den Farben ABC zu mischen, wird mit uneigentlicher bzw. äußerer Farbmischung bezeichnet. Dazu müsste negatives A hinzugefügt werden.

Nach dem ersten Graßmannschen Gesetz ist Farbe für den Menschen eine dreidimensionale Größe:
Mit lediglich drei voneinander unabhängigen Farbtönen ist es möglich, jede beliebige andere Farbe durch  Farbmischung darzustellen  (Beispiele in Additive Grundfarbe). Farbtöne sind voneinander unabhängig, wenn keine Mischung von jeweils zwei dieser Valenzen die dritte ergibt.
In der CIE-Normfarbtafel – einem Schnitt durch den visuellen Farbraum – können diese Zusammenhänge übersichtlich dargestellt werden. Auf Geraden zwischen dem Unbuntpunkt U (im CIE-Diagramm liegt hier der Weißpunkt) und einer Spektralfarbe liegen Farben mit gleichem Farbton. Sie sind umso gesättigter (brillanter), je weiter die Anteile der Normfarbvalenzen vom Unbuntpunkt entfernt liegen. Die Farben maximaler Farbsättigung sind die Spektralfarben und die Farbtöne der Purpurlinie.
Die Verlängerung der Gerade vom Unbuntpunkt durch die gewünschten Farbe bis zum Rand der Farbtafel bestimmt die farbtongleiche Wellenlänge. Auf der Purpurlinie liegen Mischfarben zwischen Violett und Rot, hierfür ist solche Wellenlänge nicht zu bestimmen. Durch Gerade über den Weißpunkt hinaus verlängert ergibt die farbtongleiche Wellenlänge mit negativem(!) Vorzeichen:
Die Farbe D in der Abbildung lässt sich nicht aus A, B und C mischen, weil D nicht im Dreieck ABC liegt, sondern außerhalb.
Die Eckfarben A, B und C (die den Gamut aufspannen) sollen möglichst am Rand der Farbsohle liegen, damit die Anzahl der nicht darstellbaren Farben gering bleibt. Das ist bei Fernsehbildschirmen oder Computermonitoren aus technischen Gründen nicht möglich (Additive Grundfarbe).
Durch Abmischen von B mit C kann die Farbe M erreicht werden. Überlagerung von D mit violettem Licht A erzeugt ebenfalls M. Daher muss man negatives Violett A zu M zumischen, um das Licht D zu erhalten. Dies ist die Äußere Farbmischung oder auch uneigentliche Farbmischung.
Liegt die zu ermischende Farbe im Dreieck A, B, C (dem Gamut), so kann die Farbe gemischt werden. Dies ist die Innere Farbmischung, auch oft als eigentliche Farbmischung bezeichnet.

## CIE-Normfarbvalenzen
Die gerne zitierte Aussage, jede beliebige Farbempfindung kann mit drei unabhängigen Farbvalenzen nachgebildet werden, unterschlägt die notwendige theoretische Annahme (nicht-existenter) negativer Lichtfarben.
Da negative Spektralwerte nur rechnerisch auftreten können, gingen die Bemühungen dahin, dass von der CIE (Commission Internationale de l'Eclairage) ein System auf Normfarbvalenzen mit den Bezeichnungen X (= Rot-), Y (= Grün-) und Z(= Blaugehalt einer Farbe) definiert wurde.
Die geräteunabhängigen Normfarbvalenzen XYZ werden für die Ausgabe auf einem Gerät mit additiver Farbmischung, wie einem Monitor, in RGB, für subtraktiv  mischende Systeme (Drucker) in CMY oder CMYK umgerechnet.
Für diese Transformationen existieren im Allgemeinen keine definierten Gleichungen (Gamut-Mapping). Selbst wenn diese zwischen Farbräumen festgelegt sind, kann bei der Konvertierung durch eine Bereichsüberschreitung ein Problem auftreten, das sich in einer Farbverzerrung äußert.
Bisherige optimale Techniken setzen die benötigten Farben aufwändig mit manuellen Methoden um. Üblicherweise ist eine Liste von Zuordnungen vorhanden, die in der näheren Umgebung dieser Stützstellen linear optimiert werden. Es kann der visuelle Eindruck am Monitor mit einer Farbvorlage durch Anpassen der Farbtemperatur optimiert werden. Die Lösung ist die Vorgabe von Normen durch das International Color Consortium, mit denen Ein- und Ausgabegeräte kalibriert werden könnten.
Nur die simple dimensionale Reduktion von Zustandsvektoren durch Abbildung in den Farbraum zu verwenden, ist aufgrund metamerer Effekte problematisch.

## Technische Umsetzung
Außer der farblichen und coloristischen Anforderung an die farbgebenden Mittel treten oft auch technische, wirtschaftliche und Echtheitseigenschaften bei der Nachstellung hinzu. Die verfügbaren Farbmittel besitzen eine bestimmte Repräsentation auf der xy-Farbfläche. Begrenzend sind immer die weiteren technischen, physikalischen, chemischen Anforderungen an die farbgebenden Mittel. Ist hohe Lichtechtheit gefordert, entfallen viele farblich möglichen Stoffe. Beispiel sei der Vierfarbdruck: Schwarz ist relativ einfach durch Ruß als Pigment herzustellen, das rotstichige Blau wird mit Reflexblau und auch Gelb mit vergleichsweise stabilen Pigmenten realisiert. Für das farblich nötige violette Pigment ist aber eine geringe Palette möglicher Pigmente vorhanden, die technisch aufwändig zu fertigen sind. Damit ist aber im CMYK-System die realisierbare Farbpalette eingeschränkt.
Für den 4-Farbendruck begrenzt die Maschine die Anzahl der Farbmittel. Die definierten Skalenfarben bilden hier den Gamut und begrenzen die möglichen Ergebnisse. Eine uneigentliche Farbmischung ist hier nicht möglich, es gibt keine negativen Remissionsergebnisse. Druckfarben wie sie beispielsweise für Unternehmensfarben (Corporate Identity) benötigt werden, können außerhalb des Gamuts liegen und müssen somit als Schmuckfarben mit geeigneten Pigmenten angefertigt werden.
Nachstellungen für hochwertige Kunstdrucke werden mittels 7 Farben, plus dem Papierweiß, erreicht. Damit wird der Gamut erweitert.
Für hochwertige Fotodrucker gibt es 2 Farbkartuschen. Neben dem üblichen Cyan, Magenta und Gelb ist im Schwarzschacht eine zweite Kartusche mit ergänzenden Farbtinten eingesetzt.
Im Weißbereich ist das Nachstellen von (naturgemäß gelblichen oder vergilbten) Bleiweißfarben mit den hochweißen (modernen und dauerhaften) Weißfarben auf Titandioxid-Basis ohne weitere Zusätze nicht möglich.